# سانتياغو سيلفا
سانتياغو سيلفا (بالإسبانية: Santiago Silva) (9 ديسمبر 1980 مونتفيدو الأوروغواي - ) هو لاعب كرة قدم أوروغواني يلعب كمهاجم.

## روابط خارجية
- سانتياغو سيلفا على موقع قاعدة بيانات كرة القدم.إي يو (الإنجليزية)
- سانتياغو سيلفا على موقع Soccerway.com (الإنجليزية)